# Parafia św. Marcina we Wrocieryżu
Parafia pw. św. Marcina we Wrocieryżu – parafia rzymskokatolicka we Wrocieryżu (diecezja kielecka, dekanat pińczowski). Mieści się pod numerem 48. Duszpasterstwo w niej prowadzą księża diecezjalni. Od 2017 roku proboszczem jest ks. Marek Zyzański.

## Historia parafii

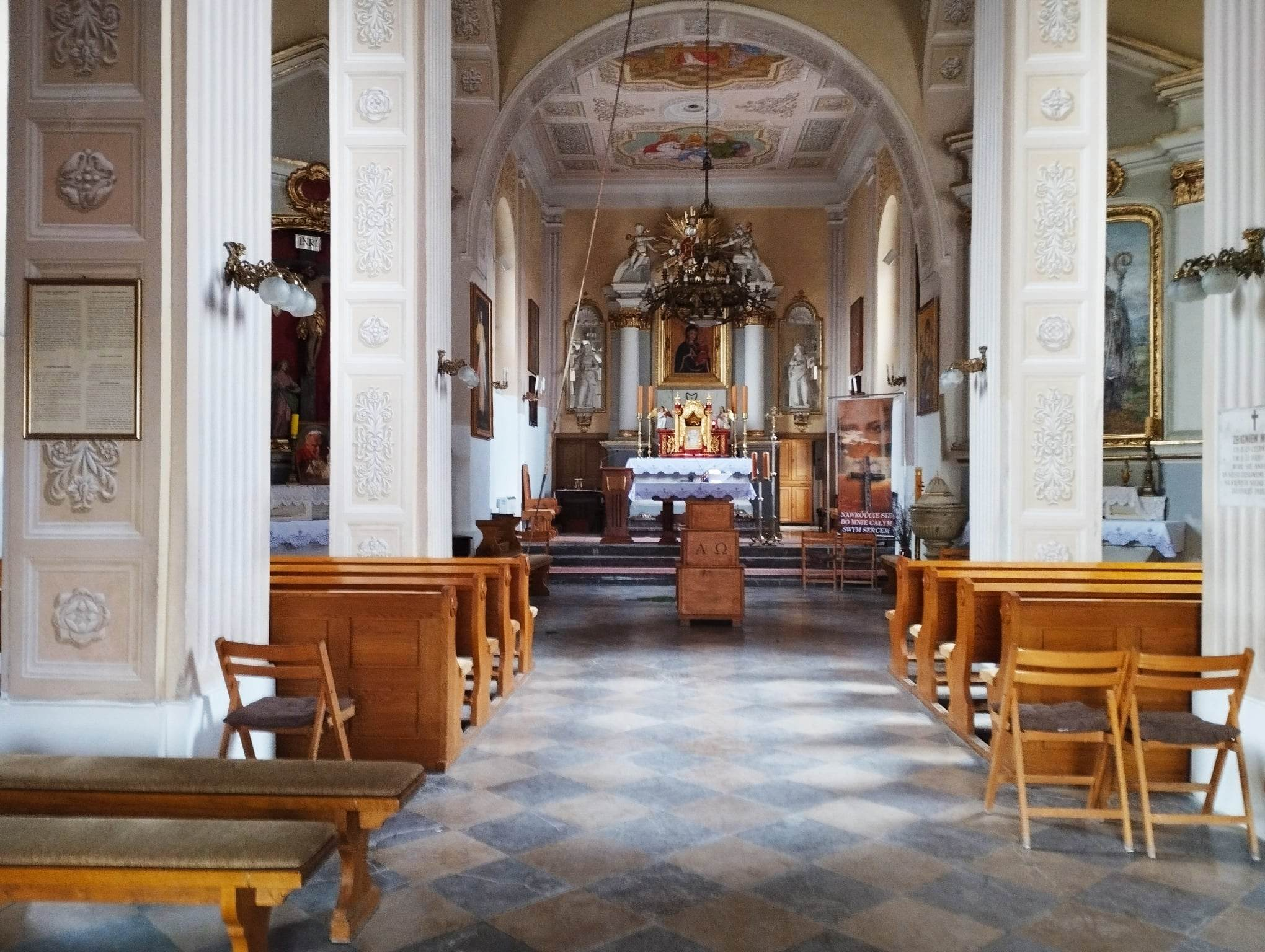
Wnętrze kościoła parafialnego we Wrocieryżu

Pierwsza wzmianka źródłowa o kościele i parafii we Wrocieryżu pochodzi z 1326 roku. 1394 roku Wrocieryż został wykupiony przez zakon bożogrobców z klasztoru w Miechowie i przeszedł pod ich władanie. Pierwotny kościół przetrwał do I połowy XV wieku. W 1448 roku został wzniesiony nowy kościół – modrzewiowy. W 1774 roku w drewnianą świątynię uderzył piorun, powodując pożar. Obecny murowany kościół pochodzi z 1802 roku, a został wybudowany staraniem ks. Karola Januszkowskiego. Świątynia została konsekrowana przez Tomasza Nowińskiego, ostatniego prepozyta generalnego bożogrobców z klasztoru w Miechowie.  
Kościół jest trójnawowy, halowy z prostokątnym prezbiterium. Ołtarze, główny i dwa boczne o tradycjach barokowych pochodzą z początku XIX wieku. W ołtarzu głównym znajduje się obraz Matki Boskiej z Dzieciątkiem. Został on w 1620 roku sprowadzony z dalekiej Rusi przez ks. Wojciecha Kaszowskiego i czczony jest jako cudowny.  
W latach 1980–1990 kościół przeszedł gruntowny remont.  

## Patron
Patronem parafii jest św. Marcin, biskup, święty kościoła katolickiego i prawosławnego. Jego wspomnienie liturgiczne przypada 11 listopada i tego dnia obchodzony jest odpust parafialny. 31 maja, w dniu Matki Boskiej Królowej Świata (Matki Boskiej Wrocieryskiej), obchodzony jest dodatkowy odpust. 

## Miejscowości należące do parafii
Do parafii pw. św. Marcina b.w. we Wrocieryżu należą następujące miejscowości:
- Wrocieryż
- Jelcza Wielka
- Jelcza Mała
- Sędowice (województwo świętokrzyskie)
- Tur Dolny
- Tur Górny
- Tur-Piaski

## Proboszczowie
Źródło: Urząd Gminy w Michałowie.
Poprzedni księża proboszczowie służący w parafii: 
- ks. Franciszek Postuła: 1937–1947
- ks. Wiktor Miłek: 1948–1963
- ks. Wacław Struzik: 1963–1966,
- ks. Jan Tytko: 1966–1971
- ks. Józef Probierz: 1971–1976
- ks. Zygmunt Migza: 1976–1999
- ks. Adam Kornalski: 1999–2017

## Inne informacje
Źródło: Urząd Gminy w Michałowie.
- Księgi metrykalne: ochrzczonych (od 1838 r.), zaślubionych (od 1826 r.), zmarłych (od 1839 r.),
- Kronika parafialna prowadzona od 1740 r.,
- W miejscowości Tur Górny znajduje się zbudowana w latach 1989–1990 kaplica p.w. św. Jadwigi Królowej.